# Búng tay
Búng tay là hành động tạo ra âm thanh bằng ngón tay. Về cơ bản, được thực hiện bằng cách tạo lực căng giữa ngón cái và ngón khác (ngón giữa, ngón trỏ hay ngón áp út), sau đó di chuyển mạnh ngón xuống dưới để chạm vào lòng bàn tay với tốc độ cao.
Một nghiên cứu của Học viện Công nghệ Georgia vào năm 2021 đã phân tích tiếng búng tay và phát hiện ra rằng một âm thanh búng tay nhất định có thể nghe được diễn ra chỉ trong bảy mili giây. Để tham khảo, hành động chớp mắt diễn ra trong 150 mili giây. 